# Борат 2
«Бо́рат. Второй часть: Доставка щедрый взятка режиму Асашай для польза некогда славный страна Казахстан» (англ. Borat Subsequent Moviefilm: Delivery of Prodigious Bribe to American Regime for Make Benefit Once Glorious Nation of Kazakhstan), сокращённое название «Борат 2» — британо-американская псевдодокументальная кинокомедия Джейсона Уолинера по сценарию английского комика Саши Барона Коэна, сыгравшего главную роль. Продолжение фильма «Борат». Фильм вышел на видеосервисе Amazon Prime Video 23 октября 2020. Он является лентой с самым длинным названием (110 знаков в оригинале) из когда-либо номинировавшихся на «Оскар».

## Сюжет
После первой поездки Бората в Америку над Казахстаном начали смеяться, поэтому журналиста отправили в ГУЛАГ. 14 лет спустя премьер-министр Назарбаев вызывает Бората к себе в кабинет и даёт новое задание. Он рассказывает, что в Америке теперь новый хороший правитель Макдональд Трамп, который дружит с «крутыми» мировыми лидерами наподобие Владимира Путина, Жаира Болсонару, Ким Чен Ына и Кеннета Уэста. Назарбаев тоже хочет попасть в этот круг друзей Трампа. Он поручает Борату поехать в Америку и подарить вице-премьеру Майклу Пенсу обезьяну Джонни, министра культуры Казахстана и первую в стране порнозвезду. Перед отъездом Борат посещает свою деревню и узнаёт, что его дом захватил злой сосед и что у него есть пятнадцатилетняя дочь Тутар.
До США Борат добирается на грузовом корабле, делая по пути множество крюков, тогда как Джонни плывёт на круизном судне. Причалив в Техасе, Борат обнаруживает, что он знаменитость. Герой встречает контейнер с Джонни, но там оказывается его дочь, которая за время путешествия съела обезьяну. Борат по факсу сообщает о случившемся Назарбаеву, тот грозится его казнить. В итоге Борат решает подарить Пенсу вместо обезьяны свою дочь. Он покупает для Тутар клетку, водит её по салонам и магазинам, чтобы приодеть и сделать привлекательной. Разные женщины учат Тутар быть леди. Для проверки навыков дочери Борат отправляется с ней на бал дебютанток, но поскольку у Тутар месячные, они исполняют вместо обычного танца отца и дочери танец плодовитости. Тутар случайно проглатывает игрушечного ребёнка и отправляется в центр женского здоровья, и там пастор, решив, что девушка забеременела, отговаривает её делать аборт.
Чтобы подарить Тутар, Борат проникает на конференцию консерваторов, причём ради маскировки надевает костюм ку-клукс-клановца. В туалете он переодевается в Трампа и, закинув дочь на плечо, пытается подарить её Пенсу, но ему мешают охранники. Тутар предлагает подарить её любому другому другу Трампа. Майкл Флинн, Майкл Коэн, Стив Бэннон и Пол Манафорт уже арестованы, тогда как Руди Джулиани ещё на свободе. Об этом политике как-то писали, что у него роман с пышногрудой женщиной, и Борат решает увеличить грудь Тутар. Чтобы заработать на операцию, он находит подработку парикмахером. Тутар остаётся с чернокожей няней и благодаря общению с ней понимает, что отец всю жизнь окружал её сексистской ложью. Она пробует мастурбировать в туалете женского республиканского клуба и очень удивляется, что вагина не откусывает ей руку. При встрече с отцом Тутар заявляет, что не было Холокоста, ссылаясь на страницу отрицателей Холокоста на Facebook, и уходит.
Потрясённый Борат решает покончить с собой. Он одевается в стереотипного еврея и отправляется в синагогу, рассчитывая, что там начнётся очередная перестрелка. Там Борат встречает двух еврейских бабушек, от которых узнаёт, что Холокост всё-таки был. В приподнятом настроении он отправляется на поиски дочери, но видит, что город опустел из-за пандемии коронавируса. Двое сторонников теорий заговора позволяют Борату самоизолироваться вместе с ними. Он узнаёт, что Тутар стала репортёром и будет освещать проходящий в Олимпии «Марш за права», направленный против карантина. Со своими новыми друзьями Борат идёт на этот марш. Тутар, узнав, что отца убьют на родине, если он не подарит её Джулиани, соглашается помочь. Однако Борат, поговорив с чернокожей няней, понимает, что любит дочь и не хочет никому её отдавать. Тутар берёт интервью у Джулиани и пытается его соблазнить. После интервью они идут в спальню, но внезапно туда вбегает Борат, который предлагает себя вместо дочери. Не выполнив миссию, он возвращается в Казахстан.
Дома Борат узнаёт, что Назарбаев использовал его, чтобы отомстить всему миру за смех над Казахстаном: перед поездкой Бората заразили коронавирусом, он стал нулевым пациентом, и, плывя в Америку, разнёс болезнь по планете. Борат записывает признание Назарбаева и шантажирует премьера. Тому приходится уступить и начать реформы. В стране отменяются многие женоненавистнические законы, а Тутар становится журналисткой.

## В ролях
- Саша Барон Коэн — Борат Сагдиев
- Мария Бакалова — Тутар Сагдиева
- Дэни Попеску — премьер Назарбаев
- Джинис Джонс — няня
- Руди Джулиани — камео
- Майкл Пенс — камео
- Том Хэнкс — камео
- Рита Уилсон — камео

## Производство
Первые сообщения о запланированных съёмках фильма появились ещё в 2007 году, но позже они были опровергнуты. В начале сентября 2020 года стало известно, что фильм уже полностью снят, смонтирован и показан руководителям киноиндустрии. При этом картина получила смехотворно длинное название. 1 октября 2020 были представлены первый тизер и полноценный трейлер фильма. 23 октября 2020 года, накануне выборов президента США, состоялся цифровой релиз фильма.
На экране появляются три варианта названия фильма: «Подарок Бората в виде сексуальной обезьяны вице-премьеру Михаилу Пенсу на благо недавно униженной нации Казахстана», затем «Дар дочери Бората Михаилу Пенсу на благо униженному народу Казахстана» и, наконец, «Борат вручает сексуальный подарок Руди Джулиани в последней попытке спасти Бората от казни и принести пользу униженному народу Казахстана». Официальное полное название показано в финальных титрах.
В саундтрек Борат 2 входит кавер-версия песни «Gonna Make You Sweat (Everybody Dance Now)» в исполнении российской электро-рэйв группы Little Big.

## Оценки
На сайте Metacritic «Борат 2» получил 68 баллов из 100, что указывает на «в целом благоприятные» отзывы. На сайте Rotten Tomatoes его рейтинг составил 7,2 из 10. 85 % рецензентов с этого ресурса положительно оценили фильм, признав, что комический талант Саши Барона Коэна остаётся «острым инструментом для разоблачения» неприглядных моментов в американской культуре. Во многих обзорных публикациях говорилось, что фильм получил в целом положительные отзывы, хотя BBC и Reuters охарактеризовали критический консенсус как «неоднозначный».
Эрик Кон из IndieWire поставил фильму 5 баллов из 5 и написал: «Спустя 14 лет после своей последней выходки Борат еще не совсем проснулся, но его время пришло: этот жгучий юмор ещё никогда не казался таким необходимым. Сочетающий в себе активность и зрелищность, лучший фильм Барона Коэна на сегодняшний день даёт нам новые причины бояться мира, но при этом позволяет посмеяться над ним». Ричард Роупер из Chicago Sun-Times поставил фильму 3 звезды из 4 со словами: «Борат… вернулся в США — постаревшим, тупым, гораздо более знаменитым и, возможно, еще более неполиткорректным и оскорбительно смешным, чем был в 2006 году».  Питер Брэдшоу из The Guardian поставил фильму только 3 звезды из 5, признав, что в нём всё же «есть несколько по-настоящему смешных и острых политических моментов». Джесси Хассенджер из The A.V. Club поставил фильму «четвёрку» и назвал его «часто забавным и иногда остросюжетным». Девика Гириш из New York Times отметила, что продолжение «Бората» не такое шокирующее и проницательное, как первый фильм.
В рецензии для The Daily Telegraph Робби Коллин присудил фильму 2 звезды из 5, назвав его «безнадёжно заезженным», «чередой наполовину сформированных и слабо связанных между собой розыгрышей». Киножурналист из Chicago Tribune Майкл Филипс тоже дал 2 звезды, назвав продолжение «более грубым» и «более сентиментальным», чем первый фильм. Алонсо Дюральде из The Wrap негативно отозвался о фильме, заявив, что ему «доблестно не удаётся реанимировать труп сатиры». Дюральде, самопровозглашенный «суперфан» первого фильма, написал, что «продолжение может (как мы надеемся, в более счастливом будущем) показаться забавным в ретроспективе, но на данный момент это в основном неприятный опыт».
«Ассоциация общества казахов из Вирджинии обратилась к Американской и Британской киноакадемиям, гильдии режиссёров и премии „Золотой глобус“ с призывом исключить „Бората 2“ из списка возможных номинантов. Активисты считают, что комедия продвигает вайтвошинг, этнические стереотипы, расизм, культурную апроприацию и ксенофобию». Тем не менее «Kazakh Tourism» в рамках кампании по привлечению иностранных туристов в Казахстан использовал в одном из своих видеороликов выражение из «Бората 2» Very Nice. Это принесло ролику вирусную популярность, а выражение теперь позиционируется как туристический слоган Казахстана. На The New York Times в связи с этим вышла статья о том, что «Казахстан идёт в противоположную сторону и принимает фильм „Борат“ как „Very Nice“ [хороший]».

## Награды и номинации
- «Оскар», 2021. Номинации в категориях «Лучший адаптированный сценарий» и «Лучшая актриса второго плана» — Мария Бакалова[21].
- «Золотой глобус», 2021. Победа в категориях «Лучший фильм — комедия или мюзикл» и «Лучший актёр в комедии или мюзикле» — Саша Барон Коэн, а также номинация в категории «Лучшая актриса в комедии или мюзикле» — Мария Бакалова[22].
- «BAFTA», 2021. Номинация в категории «Лучшая женская роль второго плана» — Мария Бакалова.
- «Выбор критиков», 2021. Победа в категории «Лучшая актриса второго плана» — Мария Бакалова, а также номинация в категории «Лучший комедийный фильм».
- «Премия Гильдии продюсеров США», 2021. Номинация в категории «Лучший фильм» — Саша Барон Коэн, Моника Левинсон и Питер Бейнхэм.
- «Премия Гильдии киноактёров США», 2021. Номинация в категории «Лучшая женская роль второго плана» — Мария Бакалова.
- «Премия Гильдии сценаристов США», 2021. Победа в номинации «Лучший адаптированный сценарий» — Саша Барон Коэн, Энтони Хайнс и Дэн Суимер[23].